# Friedrich Gschweidl

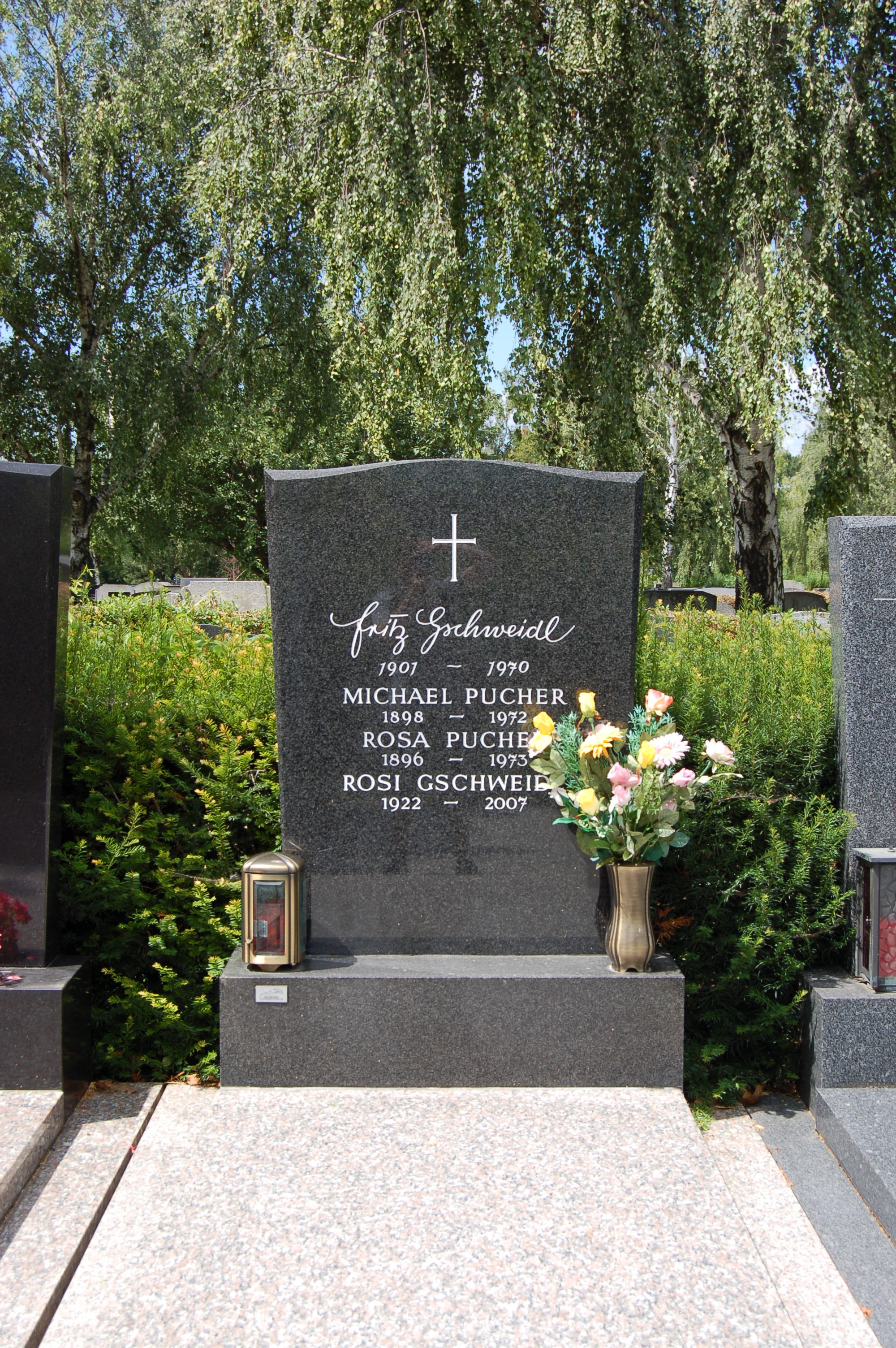
Grabmal von Friedrich Gschweidl

Friedrich „Fritz“ Gschweidl (* 13. Dezember 1901 in Wien; † 15. April 1970 ebenda) war ein österreichischer Fußballspieler, -trainer und Mitglied des Wunderteams.

## Karriere
Fritz Gschweidl wurde am 13. Dezember 1901 als Sohn des Eisen- und Metallformers sowie Werkführers  Maximilian Gschweidl (* 15. November 1869 in Teesdorf; † 27. Oktober 1952 in Wien) und dessen Ehefrau Anna Johanna (geborene Reisenleitner; * 5. Jänner 1874 in Wien; † 17. November 1962 ebenda) in Wien geboren und am 6. Jänner 1902 auf den Namen Friedrich getauft. Seine Eltern hatten am 25. Februar 1895 geheiratet.
Der großgewachsene Stürmer, begann seine Karriere 1919 bei Strebersdorf und kam über den Zweitligisten SC Bewegung XX 1924 zum First Vienna Footballclub 1894. „Der lange Fritz“, wie er aufgrund seiner Körpergröße genannt wurde, war gelernter Mittelstürmer und übte diese Position sowohl im Verein als auch später in der Nationalmannschaft aus. Aufgrund seiner spielerischen Flexibilität wurde Gschweidl aber auch oft als rechter Verbinder eingesetzt. Er spielte sehr mannschaftsdienlich, galt als sehr ballsicher und vermochte den Ball hervorragend abzudecken aber auch wieder schnell abzuspielen. Mit diesen Anlagen ausgestattet avancierte Fritz Gschweidl bei der Vienna sofort zum Stammspieler und feierte mit den Döblingern unvergessliche Erfolge. Er gewann mit der Vienna fünf österreichische Meistertitel, drei Pokalsiege und stand auch in der Mitropapokal-Siegermannschaft von 1931. Fritz Gschweidl spielte noch als 45-Jähriger in der Meisterschaft und absolvierte bis zu seinem Karriereende 1948 insgesamt 774 Spiele für den First Vienna FC 1894.
Sein Debüt in der Österreichischen Fußballnationalmannschaft gab Friedrich „Fritz“ Gschweidl am 4. Mai 1924 im Spiel gegen Ungarn in Budapest. Beim ersten Länderspiel des sogenannten Wunderteams am 16. Mai 1931 gegen Schottland war Gschweidl bereits 29 Jahre alt und hatte 27 Teameinsätze hinter sich. Im Nationalteam war er als guter Torschütze und Kopfballspieler die ideale Ergänzung zu Matthias Sindelar. Sein letztes Spiel für die Nationalmannschaft bestritt der „lange Fritz“ am 24. März 1935 bei der 0:2-Heimniederlage des Teams gegen Italien. Im Zeitraum von 1924 bis 1935 absolvierte er 44 Länderspiele für Österreich und erzielte dabei 12 Tore. Seine Tore in der Ära des Wunderteams erzielte Gschweidl gegen Deutschland (2), die Schweiz und Ungarn. 
1948 beendete Gschweidl seine aktive Karriere und nahm noch im selben Jahr eine Trainertätigkeit bei Young Boys Bern in der Schweiz an. Bald darauf entschied er sich aber, wieder in seinen gelernten Beruf als Buchhalter zurückzukehren, den er bis zu seiner Pensionierung ausübte. Fritz Gschweidl verstarb am 15. April 1970 im Alter von 69 Jahren und wurde eine Woche später auf dem Stammersdorfer Zentralfriedhof (Gruppe 0, Reihe 1, Nummer 21) beigesetzt. Hier fanden in den Jahren 1972 und 1973 auch seine Schwiegereltern ihre letzte Ruhe. Seine Witwe überlebte ihn um 37 Jahre, starb am 6. Mai 2007 im Alter von 85 Jahren und wurde ebenfalls in diesem Grab beerdigt.
Zu seinen Ehren wurde 1993 die Gschweidlgasse in Floridsdorf nach ihm benannt.

## Stationen als Spieler
- 1919–1920 Strebersdorf
- 1920–1924 SC Bewegung XX
- 1924–1948 First Vienna FC 1894

## Erfolge als Spieler
Alle Erfolge auf Vereinsebene erzielte Friedrich Gschweidl mit dem First Vienna FC 1894.
- 5 × Österreichischer Meister: 1931, 1933, 1942, 1943, 1944
- 3 × Österreichischer Cupsieger: 1929, 1930, 1937
- 1 × Deutscher Pokalsieger: 1943
- 1 × Mitropapokalsieger: 1931
- 1 × Deutscher Vizemeister: 1942
- 4 × Österreichischer Cupfinalist: 1925, 1926, 1936, 1946
- 44 Länderspiele und 12 Tore für die Österreichische Fußballnationalmannschaft von 1924 bis 1935

## Privates
Am 15. September 1928 heiratete er in der Rochuskirche in Wien eine Susanne „Susi“ Schüller (* 3. April 1904 in Brünn). Diese Ehe wurde mit 1. April 1949 aufgelöst, woraufhin die geschiedene Frau wieder ihren Mädchennamen annahm. Am 26. August 1949 heiratete Gschweidl in Hadersdorf am Kamp in zweiter Ehe die über 20 Jahre jüngere Rosa „Rosi“ Pucher (* 27. März 1922; † 6. Mai 2007).